# Шорохов, Семён Маркович
Семён Маркович Шорохов — советский хозяйственный, государственный и партийный деятель.

## Биография
Родился в деревне Хмелёвка (сейчас — Вохомский район) в 1914 году. Член ВКП(б) с 1942 года. Окончил Верхнеустюгский сельхозтехникум (1933).
- 1933—1937 агроном-овощевод, директор Грязовецкого совхоза,
- 1937—1943 заместитель начальника, начальник Планово-финансового отдела Вологодского областного земельного управления.
- 1943—1946 нарком земледелия МАССР.
- 1946—1948 заведующий сельхозотделом Мордовского обкома ВКП(б).
- 1948—1951 учёба в Московской ВПШ
- 1951—1954 заместитель председателя СМ МАССР.
- 1954—1970 секретарь, 2-й секретарь Мордовского обкома КПСС.
- 1970—1977 председатель партийной комиссии Мордовского ОК КПСС.

Избирался депутатом Верховного Совета СССР 2-го, Верховного Совета РСФСР 4-го, 7-го созывов.
Заслуженный агроном МАССР (1964). Награждён орденами Трудового Красного Знамени, «Знак Почёта», медалями.
Умер в Саранске в 1982 году.